# Machacamarca
Machacamarca – miasto w Boliwii, w departamencie Oruro, w prowincji Pantaleon Dalence.